# Torneo Juvenil Sub-18 2025 (Perú)
El Torneo Juvenil Sub-18 2025 del fútbol peruano, es la primera edición de esta competición, la cual durará un total de 7 a 8 meses. El campeonato es disputado en paralelo a los torneos de la Liga de Fútbol Profesional (Liga1, Liga2 y Liga3). En esta edición, participan las categorías sub-18 de los 19 clubes profesionales de la Liga1 2025, el cual no otorgará puntos adicionales en ninguno de estos torneos.

## Sistema de competición
El campeonato contará con dos torneos cortos (Apertura y Clausura), los cuales seguirán el mismo formato.

### Fase de grupos
Los 19 equipos participantes serán divididos por cercanía geográfica en 2 grupos de 6 integrantes (A y B) y 1 grupo de 7 integrantes (C), donde jugarán todos contra todos, dando un total de 10 fechas en los 2 primeros y en el tercero 12 fechas.

### Play-off
Una vez finalizada la fase de grupos, el primer y segundo puesto de cada grupo, el tercero del grupo C y el mejor tercero restante participarán en esta etapa, distribuyéndose los cruces de la siguiente manera:
Cuartos de final:
- Se enfrentarán en partidos de ida y vuelta:
  - Cuartos 1: 1.º Grupo A vs. 3.º Grupo C
  - Cuartos 2: 1.º Grupo C vs. Mejor 3.º A/B
  - Cuartos 3: 1.º Grupo B vs. 2.º Grupo A
  - Cuartos 4: 2.º Grupo B vs. 2.º Grupo C
- Los ganadores de dichas llaves clasificarán a semifinales.

Semifinales:
- Se enfrentarán los ganadores de cada llave de cuartos de final en otras dos llaves, en partidos de ida y vuelta:
  - Semifinal 1: Ganador Cuartos 1 vs. Ganador Cuartos 3
  - Semifinal 2: Ganador Cuartos 2 vs. Ganador Cuartos 4
- Los ganadores de dichas llaves clasificarán a la final.

Final:
- Se enfrentarán los ganadores de ambas semifinales en partidos de ida y vuelta:
  - Semifinal 1 vs. Semifinal 2
- El ganador de este encuentro será proclamado campeón del torneo Apertura o Clausura, según corresponda, y clasificará a la gran final del torneo.

### Gran Final
Será disputada entre el campeón del torneo Apertura y el campeón del torneo Clausura. Ambos equipos se enfrentarán en una llave de ida y vuelta, y el ganador será proclamado campeón de la Liga Sub-18, obteniendo además la clasificación a la Copa Libertadores Sub-20 2026.

### Ascenso a Liga 3
Se otorgará un cupo para la Liga 3 2026 al equipo con mejor desempeño en el torneo en general, a excepción de las reservas de los equipos que ya participan en la Liga 3, como Universitario, FBC Melgar, Alianza Lima, Cienciano, Sport Boys, Sport Huancayo, ADT y U. César Vallejo

## Equipos
Los 19 equipos participantes se presentarán con su respectiva categoría sub-18, en cada uno de los casos.
Cada equipo podrá inscribir hasta 30 jugadores como máximo, cumpliendo los siguientes criterios:
- Futbolistas nacidos en 2007, admitiendo un máximo de cuatro (4) jugadores de la categoría 2006 en cancha
- Como mínimo, con cinco (5) jugadores provenientes de la región de origen del club
- Un máximo de dos (2) jugadores extranjeros, siempre que acrediten una residencia mínima de dos años en el país

| Equipos participantes en la Liga 1 2025 | Equipos participantes en la Liga 1 2025 | Equipos participantes en la Liga 1 2025 | Equipos participantes en la Liga 1 2025 |
| Grupo A (Norte)                         | Grupo B (Centro)                        | Grupo C (Sur)                           |                                         |
| --------------------------------------- | --------------------------------------- | --------------------------------------- | --------------------------------------- |
| Alianza Atlético                        | Alianza Universidad                     | Ayacucho FC                             |                                         |
| Atlético Grau                           | Asociación Deportiva Tarma              | Cienciano                               |                                         |
| Comerciantes Unidos                     | Sport Huancayo                          | Cusco FC                                |                                         |
| Juan Pablo II                           | Alianza Lima                            | Deportivo Binacional                    |                                         |
| Univ. Técnica de Cajamarca              | Sport Boys                              | Deportivo Garcilaso                     |                                         |
| Universitario                           | Sporting Cristal                        | FBC Melgar                              |                                         |
|                                         |                                         | Los Chankas                             |                                         |

|  | Asignados por ubicación geográfica              |
|  | Equipos de Lima y Callao (asignados por sorteo) |

## Torneo Apertura

### Clasificación

#### Grupo A
| Pos. | Equipo                | Pts. | PJ | G | E | P | GF | GC | Dif. | Clasificación                 |
| ---- | --------------------- | ---- | -- | - | - | - | -- | -- | ---- | ----------------------------- |
| 1    | Universitario         | 18   | 7  | 6 | 0 | 1 | 19 | 5  | +14  | Cuartos de final de Play-offs |
| 2    | UTC                   | 12   | 7  | 3 | 3 | 1 | 12 | 3  | +9   | Cuartos de final de Play-offs |
| 3    | Atlético Grau         | 11   | 8  | 3 | 2 | 3 | 18 | 17 | +1   | Posible cuartos de final      |
| 4    | Juan Pablo II College | 8    | 8  | 2 | 2 | 4 | 9  | 12 | −3   |                               |
| 5    | Comerciantes Unidos   | 8    | 8  | 2 | 2 | 4 | 8  | 13 | −5   |                               |
| 6    | Alianza Atlético      | 6    | 8  | 1 | 3 | 4 | 7  | 22 | −15  |                               |

Actualizado a los partidos jugados el 19 de agosto de 2025.
 Fuente: FPF

#### Grupo B
| Pos. | Equipo              | Pts. | PJ | G | E | P | GF | GC | Dif. | Clasificación                 |
| ---- | ------------------- | ---- | -- | - | - | - | -- | -- | ---- | ----------------------------- |
| 1    | Alianza Lima        | 22   | 8  | 7 | 1 | 0 | 27 | 4  | +23  | Cuartos de final de Play-offs |
| 2    | Sporting Cristal    | 17   | 8  | 5 | 2 | 1 | 32 | 8  | +24  | Cuartos de final de Play-offs |
| 3    | Sport Huancayo      | 10   | 8  | 3 | 1 | 4 | 13 | 28 | −15  | Posible cuartos de final      |
| 4    | ADT                 | 8    | 8  | 2 | 2 | 4 | 10 | 22 | −12  |                               |
| 5    | Sport Boys          | 6    | 8  | 2 | 0 | 6 | 10 | 11 | −1   |                               |
| 6    | Alianza Universidad | 5    | 8  | 1 | 2 | 5 | 8  | 25 | −17  |                               |

Actualizado a los partidos jugados el 18 de agosto de 2025.
 Fuente: FPF

#### Grupo C
| Pos. | Equipo               | Pts. | PJ | G | E | P | GF | GC | Dif. | Clasificación                 |
| ---- | -------------------- | ---- | -- | - | - | - | -- | -- | ---- | ----------------------------- |
| 1    | FBC Melgar           | 16   | 7  | 5 | 1 | 1 | 20 | 7  | +13  | Cuartos de final de Play-offs |
| 2    | Cienciano            | 14   | 7  | 4 | 2 | 1 | 10 | 4  | +6   | Cuartos de final de Play-offs |
| 3    | Cusco FC             | 10   | 6  | 3 | 1 | 2 | 18 | 10 | +8   | Cuartos de final de Play-offs |
| 4    | Los Chankas          | 7    | 7  | 2 | 1 | 4 | 10 | 20 | −10  |                               |
| 5    | Ayacucho FC          | 6    | 7  | 1 | 3 | 3 | 8  | 12 | −4   |                               |
| 6    | Deportivo Binacional | 6    | 6  | 2 | 0 | 4 | 6  | 13 | −7   |                               |
| 7    | Deportivo Garcilaso  | 5    | 6  | 1 | 2 | 3 | 7  | 12 | −5   |                               |

Actualizado a los partidos jugados el 15 de agosto de 2025.
 Fuente: FPF

### Resultados
| Fecha 1                                                          | Fecha 1          | Fecha 1   | Fecha 1             | Fecha 1               | Fecha 1     | Fecha 1 |
| G.                                                               | Local            | Resultado | Visitante           | Estadio               | Fecha       | Hora    |
| ---------------------------------------------------------------- | ---------------- | --------- | ------------------- | --------------------- | ----------- | ------- |
| C                                                                | Los Chankas      | 1 – 1     | Cusco FC            | Municipal de Talavera | 14 de julio | 15:00   |
| C                                                                | Ayacucho FC      | 1 – 1     | FBC Melgar          | El Libertador         | 14 de julio | 15:00   |
| A                                                                | Universitario    | 2 – 1     | Juan Pablo II       | Campo Mar - U         | 16 de julio | 10:00   |
| A                                                                | UTC              | 1 – 0     | Comerciantes Unidos | Héroes de San Ramón   | 16 de julio | 10:00   |
| B                                                                | Sporting Cristal | 6 – 0     | Alianza Universidad | La Florida            | 16 de julio | 10:00   |
| A                                                                | Atlético Grau    | 5 – 2     | Alianza Atlético    | Campeones del 36      | 16 de julio | 11:00   |
| B                                                                | Sport Boys       | 0 – 2     | Alianza Lima        | Campolo Alcalde       | 16 de julio | 11:00   |
| B                                                                | ADT              | 2 – 2     | Sport Huancayo      | Unión Tarma           | 16 de julio | 15:00   |
| Descansan: Cienciano, Deportivo Binacional y Deportivo Garcilaso |                  |           |                     |                       |             |         |

| Fecha 2            | Fecha 2              | Fecha 2   | Fecha 2             | Fecha 2                | Fecha 2     | Fecha 2 | Fecha 2          |
| G.                 | Local                | Resultado | Visitante           | Estadio                | Fecha       | Hora    | Transmisión      |
| ------------------ | -------------------- | --------- | ------------------- | ---------------------- | ----------- | ------- | ---------------- |
| C                  | FBC Melgar           | 4 – 0     | Los Chankas         | CAR de FBC Melgar      | 18 de julio | 12:30   | —                |
| C                  | Deportivo Binacional | 3 – 1     | Deportivo Garcilaso | Rodolfo Ramos Catacora | 18 de julio | 13:30   | —                |
| C                  | Cienciano            | 2 – 1     | Ayacucho FC         | Polid. Cajonahuaylla   | 18 de julio | 14:30   | —                |
| A                  | Alianza Atlético     | 0 – 1     | Universitario       | Campeones del 36       | 21 de julio | 10:00   | —                |
| B                  | Sport Huancayo       | 2 – 1     | Sport Boys          | Huancayo               | 21 de julio | 11:00   | —                |
| B                  | Alianza Lima         | 1 – 1     | Sporting Cristal    | Cultural Lima          | 21 de julio | 11:00   | —                |
| A                  | Comerciantes Unidos  | 2 – 1     | Atlético Grau       | Juan Maldonado Gamarra | 21 de julio | 13:00   | —                |
| B                  | Alianza Universidad  | 1 – 1     | ADT                 | CD de Amarilis         | 21 de julio | 13:30   | —                |
| A                  | Juan Pablo II        | 0 – 0     | UTC                 | CD Juan Pablo II       | 21 de julio | 15:00   | 2 DyJ Sports FPF |
| Descansa: Cusco FC |                      |           |                     |                        |             |         |                  |

| Fecha 3               | Fecha 3             | Fecha 3   | Fecha 3              | Fecha 3              | Fecha 3     | Fecha 3 | Fecha 3     |
| G.                    | Local               | Resultado | Visitante            | Estadio              | Fecha       | Hora    | Transmisión |
| --------------------- | ------------------- | --------- | -------------------- | -------------------- | ----------- | ------- | ----------- |
| C                     | Cienciano           | 3 – 0     | Los Chankas          | Polid. Cajonahuaylla | 23 de julio | 10:00   | —           |
| C                     | Deportivo Garcilaso | 2 – 3     | FBC Melgar           | Thomas E. Payne      | 23 de julio | 13:00   | —           |
| C                     | Cusco FC            | 5 – 0     | Deportivo Binacional | CD Oropesa           | 23 de julio | 14:00   | —           |
| B                     | Sport Huancayo      | 1 – 3     | Alianza Lima         | Huancayo             | 24 de julio | 13:00   | —           |
| A                     | UTC                 | 6 – 0     | Alianza Atlético     | Héroes de San Ramón  | 25 de julio | 10:00   | —           |
| A                     | Universitario       | 2 – 1     | Atlético Grau        | Campo Mar - U        | 25 de julio | 10:00   | DyJ Sports  |
| B                     | Sport Boys          | 2 – 0     | Alianza Universidad  | Campolo Alcalde      | 25 de julio | 10:00   | —           |
| A                     | Juan Pablo II       | 1 – 0     | Comerciantes Unidos  | CD Juan Pablo II     | 25 de julio | 15:00   | DyJ Sports  |
| B                     | ADT                 | 1 – 3     | Sporting Cristal     | Unión Tarma          | 25 de julio | 15:00   | —           |
| Descansa: Ayacucho FC |                     |           |                      |                      |             |         |             |

| Fecha 4               | Fecha 4              | Fecha 4   | Fecha 4             | Fecha 4                | Fecha 4     | Fecha 4   | Fecha 4     |
| G.                    | Local                | Resultado | Visitante           | Estadio                | Fecha       | Hora      | Transmisión |
| --------------------- | -------------------- | --------- | ------------------- | ---------------------- | ----------- | --------- | ----------- |
| C                     | Deportivo Garcilaso  | 0 – 0     | Cienciano           | Thomas E. Payne        | 28 de julio | 13:00     | —           |
| C                     | Deportivo Binacional | 1 – 0     | Ayacucho FC         | Rodolfo Ramos Catacora | 28 de julio | 13:30     | —           |
| A                     | Atlético Grau        | 3 – 2     | Juan Pablo II       | Campeones del 36       | 29 de julio | 10:00     | DyJ Sports  |
| C                     | FBC Melgar           | 4 – 1     | Cusco FC            | CAR de FBC Melgar      | 29 de julio | 14:00     | —           |
| A                     | Alianza Atlético     | 1 – 1     | Comerciantes Unidos | Campeones del 36       | 30 de julio | 10:00     | —           |
| B                     | ADT                  | 1 – 0     | Sport Boys          | Unión Tarma            | 30 de julio | 15:00     | —           |
| B                     | Sporting Cristal     | 11 – 0    | Sport Huancayo      | La Florida             | 1 de agosto | 10:00     | —           |
| B                     | Alianza Universidad  | 1 – 4     | Alianza Lima        | CD de Amarilis         | 1 de agosto | 13:30     | DyJ Sports  |
| A                     | Universitario        |           | UTC                 | Campo Mar - U          | Suspedido   | Suspedido |             |
| Descansa: Los Chankas |                      |           |                     |                        |             |           |             |

| Fecha 5              | Fecha 5             | Fecha 5   | Fecha 5              | Fecha 5                | Fecha 5     | Fecha 5 | Fecha 5     |
| G.                   | Local               | Resultado | Visitante            | Estadio                | Fecha       | Hora    | Transmisión |
| -------------------- | ------------------- | --------- | -------------------- | ---------------------- | ----------- | ------- | ----------- |
| C                    | Los Chankas         | 2 – 1     | Deportivo Binacional | Municipal de Talavera  | 31 de julio | 15:00   | —           |
| C                    | Cienciano           | 1 – 0     | Cusco FC             | Polid. Cajonahuaylla   | 1 de agosto | 10:00   | —           |
| C                    | Ayacucho FC         | 1 – 1     | Deportivo Garcilaso  | El Libertador          | 1 de agosto | 15:00   | —           |
| A                    | UTC                 | 1 – 1     | Atlético Grau        | Héroes de San Ramón    | 4 de agosto | 10:00   | —           |
| B                    | Sport Huancayo      | 6 – 2     | Alianza Universidad  | Huancayo               | 4 de agosto | 11:00   | —           |
| A                    | Comerciantes Unidos | 0 – 2     | Universitario        | Juan Maldonado Gamarra | 4 de agosto | 15:00   | —           |
| A                    | Juan Pablo II       | 2 – 2     | Alianza Atlético     | CD Juan Pablo II       | 4 de agosto | 15:00   | DyJ Sports  |
| B                    | Alianza Lima        | 6 – 0     | ADT                  | Complejo EGB           | 4 de agosto | 15:00   | —           |
| B                    | Sport Boys          | 1 – 2     | Sporting Cristal     | Campolo Alcalde        | 5 de agosto | 11:00   | —           |
| Descansa: FBC Melgar |                     |           |                      |                        |             |         |             |

| Fecha 6                        | Fecha 6             | Fecha 6   | Fecha 6             | Fecha 6                | Fecha 6     | Fecha 6 | Fecha 6     |
| G.                             | Local               | Resultado | Visitante           | Estadio                | Fecha       | Hora    | Transmisión |
| ------------------------------ | ------------------- | --------- | ------------------- | ---------------------- | ----------- | ------- | ----------- |
| C                              | Cusco FC            | 4 – 0     | Deportivo Garcilaso | CD Oropesa             | 6 de agosto | 14:00   | DyJ Sports  |
| C                              | Ayacucho FC         | 1 – 1     | Cienciano           | El Libertador          | 6 de agosto | 15:00   | —           |
| C                              | Los Chankas         | 2 – 1     | FBC Melgar          | Los Chankas            | 6 de agosto | 15:00   | —           |
| A                              | Comerciantes Unidos | 1 – 1     | UTC                 | Juan Maldonado Gamarra | 7 de agosto | 15:00   | —           |
| A                              | Alianza Atlético    | 1 – 1     | Atlético Grau       | Campeones del 36       | 8 de agosto | 10:00   | DyJ Sports  |
| B                              | Alianza Lima        | 2 – 1     | Sport Boys          | Complejo EGB           | 8 de agosto | 11:30   | —           |
| B                              | Alianza Universidad | 0 – 0     | Sporting Cristal    | CD de Amarilis         | 8 de agosto | 13:30   | —           |
| A                              | Juan Pablo II       | 2 – 0     | Universitario       | CD Juan Pablo II       | 8 de agosto | 15:00   | DyJ Sports  |
| B                              | Sport Huancayo      | 2 – 1     | ADT                 | Huancayo               | 8 de agosto | 15:00   | —           |
| Descansa: Deportivo Binacional |                     |           |                     |                        |             |         |             |

| Fecha 7              | Fecha 7              | Fecha 7   | Fecha 7             | Fecha 7                | Fecha 7      | Fecha 7 | Fecha 7     |
| G.                   | Local                | Resultado | Visitante           | Estadio                | Fecha        | Hora    | Transmisión |
| -------------------- | -------------------- | --------- | ------------------- | ---------------------- | ------------ | ------- | ----------- |
| C                    | Deportivo Binacional | 0 – 3     | Cienciano           | Rodolfo Ramos Catacora | 11 de agosto | 13:30   | —           |
| C                    | Cusco FC             | 7 – 4     | Los Chankas         | CD Oropesa             | 11 de agosto | 14:00   | DyJ Sports  |
| C                    | FBC Melgar           | 5 – 1     | Ayacucho FC         | CAR de FBC Melgar      | 11 de agosto | 14:00   | —           |
| A                    | Universitario        | 6 – 0     | Alianza Atlético    | Campo Mar - U          | 13 de agosto | 10:00   | —           |
| A                    | UTC                  | 3 – 0     | Juan Pablo II       | Héroes de San Ramón    | 13 de agosto | 10:00   | —           |
| A                    | Atlético Grau        | 5 – 2     | Comerciantes Unidos | Campeones del 36       | 13 de agosto | 10:15   | DyJ Sports  |
| B                    | Sporting Cristal     | 0 – 4     | Alianza Lima        | La Florida             | 13 de agosto | 10:30   | DyJ Sports  |
| B                    | Sport Boys           | 3 – 0     | Sport Huancayo      | Campolo Alcalde        | 13 de agosto | 11:00   | —           |
| B                    | ADT                  | 4 – 1     | Alianza Universidad | Unión Tarma            | 13 de agosto | 15:00   | —           |
| Descansa: FBC Melgar |                      |           |                     |                        |              |         |             |

| Fecha 8            | Fecha 8             | Fecha 8   | Fecha 8              | Fecha 8                         | Fecha 8      | Fecha 8 |
| G.                 | Local               | Resultado | Visitante            | Estadio                         | Fecha        | Hora    |
| ------------------ | ------------------- | --------- | -------------------- | ------------------------------- | ------------ | ------- |
| C                  | Cienciano           | 0 – 2     | FBC Melgar           | Polideportivo de Andahuaylillas | 15 de agosto | 10:00   |
| C                  | Deportivo Garcilaso | 3 – 1     | Los Chankas          | Polideportivo de Andahuaylillas | 15 de agosto | 13:00   |
| C                  | Ayacucho FC         | 2 – 1     | Deportivo Binacional | El Libertador                   | 15 de agosto | 15:00   |
| A                  | Atlético Grau       | 1 – 6     | Universitario        | Campeones del 36                | 17 de agosto | 9:00    |
| B                  | Sporting Cristal    | 7 – 0     | ADT                  | La Florida                      | 17 de agosto | 9:00    |
| B                  | Alianza Lima        | 5 – 0     | Sport Huancayo       | Complejo EGB                    | 17 de agosto | 15:00   |
| A                  | Alianza Atlético    | 1 – 0     | UTC                  | Campeones del 36                | 18 de agosto | 10:00   |
| B                  | Alianza Universidad | 3 – 2     | Sport Boys           | CD de Amarilis                  | 18 de agosto | 13:00   |
| A                  | Comerciantes Unidos | 2 – 1     | Juan Pablo II        | Juan Maldonado Gamarra          | 19 de agosto | 15:00   |
| Descansa: Cusco FC |                     |           |                      |                                 |              |         |

| Fecha 9   | Fecha 9 | Fecha 9   | Fecha 9   | Fecha 9 | Fecha 9 | Fecha 9 |
| G.        | Local   | Resultado | Visitante | Estadio | Fecha   | Hora    |
| --------- | ------- | --------- | --------- | ------- | ------- | ------- |
| A         |         |           |           |         |         |         |
| A         |         |           |           |         |         |         |
| A         |         |           |           |         |         |         |
| B         |         |           |           |         |         |         |
| B         |         |           |           |         |         |         |
| B         |         |           |           |         |         |         |
| C         |         |           |           |         |         |         |
| C         |         |           |           |         |         |         |
| C         |         |           |           |         |         |         |
| Descansa: |         |           |           |         |         |         |

| Fecha 10  | Fecha 10 | Fecha 10  | Fecha 10  | Fecha 10 | Fecha 10 | Fecha 10 |
| G.        | Local    | Resultado | Visitante | Estadio  | Fecha    | Hora     |
| --------- | -------- | --------- | --------- | -------- | -------- | -------- |
| A         |          |           |           |          |          |          |
| A         |          |           |           |          |          |          |
| A         |          |           |           |          |          |          |
| B         |          |           |           |          |          |          |
| B         |          |           |           |          |          |          |
| B         |          |           |           |          |          |          |
| C         |          |           |           |          |          |          |
| C         |          |           |           |          |          |          |
| C         |          |           |           |          |          |          |
| Descansa: |          |           |           |          |          |          |

| Fechas 11 y 12 | Fechas 11 y 12 | Fechas 11 y 12 | Fechas 11 y 12 | Fechas 11 y 12 | Fechas 11 y 12 | Fechas 11 y 12 |
| Local          | Resultado      | Visitante      | Estadio        | Fecha          | Hora           |                |
| Fecha 11       | Fecha 11       | Fecha 11       | Fecha 11       | Fecha 11       | Fecha 11       | Fecha 11       |
| -------------- | -------------- | -------------- | -------------- | -------------- | -------------- | -------------- |
|                |                |                |                |                |                |                |
|                |                |                |                |                |                |                |
|                |                |                |                |                |                |                |
| Descansa:      |                |                |                |                |                |                |
| Fecha 12       |                |                |                |                |                |                |
|                |                |                |                |                |                |                |
|                |                |                |                |                |                |                |
|                |                |                |                |                |                |                |
| Descansa:      |                |                |                |                |                |                |

## Torneo Clausura

### Clasificación

#### Grupo A
| Pos. | Equipo                | Pts. | PJ | G | E | P | GF | GC | Dif. | Clasificación                 |
| ---- | --------------------- | ---- | -- | - | - | - | -- | -- | ---- | ----------------------------- |
| 1    | Alianza Atlético      | 0    | 0  | 0 | 0 | 0 | 0  | 0  | 0    | Cuartos de final de Play-offs |
| 2    | Atlético Grau         | 0    | 0  | 0 | 0 | 0 | 0  | 0  | 0    | Cuartos de final de Play-offs |
| 3    | Comerciantes Unidos   | 0    | 0  | 0 | 0 | 0 | 0  | 0  | 0    | Posible cuartos de final      |
| 4    | Juan Pablo II College | 0    | 0  | 0 | 0 | 0 | 0  | 0  | 0    |                               |
| 5    | Universitario         | 0    | 0  | 0 | 0 | 0 | 0  | 0  | 0    |                               |
| 6    | UTC                   | 0    | 0  | 0 | 0 | 0 | 0  | 0  | 0    |                               |

Actualizado a los partidos jugados a fecha desconocida.
 Fuente: FPF

#### Grupo B
| Pos. | Equipo              | Pts. | PJ | G | E | P | GF | GC | Dif. | Clasificación                 |
| ---- | ------------------- | ---- | -- | - | - | - | -- | -- | ---- | ----------------------------- |
| 1    | ADT                 | 0    | 0  | 0 | 0 | 0 | 0  | 0  | 0    | Cuartos de final de Play-offs |
| 2    | Alianza Lima        | 0    | 0  | 0 | 0 | 0 | 0  | 0  | 0    | Cuartos de final de Play-offs |
| 3    | Alianza Universidad | 0    | 0  | 0 | 0 | 0 | 0  | 0  | 0    | Posible cuartos de final      |
| 4    | Sport Boys          | 0    | 0  | 0 | 0 | 0 | 0  | 0  | 0    |                               |
| 5    | Sport Huancayo      | 0    | 0  | 0 | 0 | 0 | 0  | 0  | 0    |                               |
| 6    | Sporting Cristal    | 0    | 0  | 0 | 0 | 0 | 0  | 0  | 0    |                               |

Actualizado a los partidos jugados a fecha desconocida.
 Fuente: FPF

#### Grupo C
| Pos. | Equipo               | Pts. | PJ | G | E | P | GF | GC | Dif. | Clasificación                 |
| ---- | -------------------- | ---- | -- | - | - | - | -- | -- | ---- | ----------------------------- |
| 1    | Ayacucho FC          | 0    | 0  | 0 | 0 | 0 | 0  | 0  | 0    | Cuartos de final de Play-offs |
| 2    | Cienciano            | 0    | 0  | 0 | 0 | 0 | 0  | 0  | 0    | Cuartos de final de Play-offs |
| 3    | Cusco FC             | 0    | 0  | 0 | 0 | 0 | 0  | 0  | 0    | Cuartos de final de Play-offs |
| 4    | Deportivo Binacional | 0    | 0  | 0 | 0 | 0 | 0  | 0  | 0    |                               |
| 5    | Deportivo Garcilaso  | 0    | 0  | 0 | 0 | 0 | 0  | 0  | 0    |                               |
| 6    | FBC Melgar           | 0    | 0  | 0 | 0 | 0 | 0  | 0  | 0    |                               |
| 7    | Los Chankas          | 0    | 0  | 0 | 0 | 0 | 0  | 0  | 0    |                               |

Actualizado a los partidos jugados a fecha desconocida.
 Fuente: FPF

### Resultados
| Fecha 1    | Fecha 1 | Fecha 1   | Fecha 1   | Fecha 1 | Fecha 1 | Fecha 1 |
| G.         | Local   | Resultado | Visitante | Estadio | Fecha   | Hora    |
| ---------- | ------- | --------- | --------- | ------- | ------- | ------- |
| A          |         |           |           |         |         |         |
| A          |         |           |           |         |         |         |
| A          |         |           |           |         |         |         |
| B          |         |           |           |         |         |         |
| B          |         |           |           |         |         |         |
| B          |         |           |           |         |         |         |
| C          |         |           |           |         |         |         |
| C          |         |           |           |         |         |         |
| Descansan: |         |           |           |         |         |         |

| Fecha 2   | Fecha 2 | Fecha 2   | Fecha 2   | Fecha 2 | Fecha 2 | Fecha 2 |
| G.        | Local   | Resultado | Visitante | Estadio | Fecha   | Hora    |
| --------- | ------- | --------- | --------- | ------- | ------- | ------- |
| A         |         |           |           |         |         |         |
| A         |         |           |           |         |         |         |
| A         |         |           |           |         |         |         |
| B         |         |           |           |         |         |         |
| B         |         |           |           |         |         |         |
| B         |         |           |           |         |         |         |
| C         |         |           |           |         |         |         |
| C         |         |           |           |         |         |         |
| C         |         |           |           |         |         |         |
| Descansa: |         |           |           |         |         |         |

| Fecha 3   | Fecha 3 | Fecha 3   | Fecha 3   | Fecha 3 | Fecha 3 | Fecha 3 |
| G.        | Local   | Resultado | Visitante | Estadio | Fecha   | Hora    |
| --------- | ------- | --------- | --------- | ------- | ------- | ------- |
| A         |         |           |           |         |         |         |
| A         |         |           |           |         |         |         |
| A         |         |           |           |         |         |         |
| B         |         |           |           |         |         |         |
| B         |         |           |           |         |         |         |
| B         |         |           |           |         |         |         |
| C         |         |           |           |         |         |         |
| C         |         |           |           |         |         |         |
| C         |         |           |           |         |         |         |
| Descansa: |         |           |           |         |         |         |

| Fecha 4   | Fecha 4 | Fecha 4   | Fecha 4   | Fecha 4 | Fecha 4 | Fecha 4 |
| G.        | Local   | Resultado | Visitante | Estadio | Fecha   | Hora    |
| --------- | ------- | --------- | --------- | ------- | ------- | ------- |
| A         |         |           |           |         |         |         |
| A         |         |           |           |         |         |         |
| A         |         |           |           |         |         |         |
| B         |         |           |           |         |         |         |
| B         |         |           |           |         |         |         |
| B         |         |           |           |         |         |         |
| C         |         |           |           |         |         |         |
| C         |         |           |           |         |         |         |
| C         |         |           |           |         |         |         |
| Descansa: |         |           |           |         |         |         |

| Fecha 5   | Fecha 5 | Fecha 5   | Fecha 5   | Fecha 5 | Fecha 5 | Fecha 5 |
| G.        | Local   | Resultado | Visitante | Estadio | Fecha   | Hora    |
| --------- | ------- | --------- | --------- | ------- | ------- | ------- |
| A         |         |           |           |         |         |         |
| A         |         |           |           |         |         |         |
| A         |         |           |           |         |         |         |
| B         |         |           |           |         |         |         |
| B         |         |           |           |         |         |         |
| B         |         |           |           |         |         |         |
| C         |         |           |           |         |         |         |
| C         |         |           |           |         |         |         |
| C         |         |           |           |         |         |         |
| Descansa: |         |           |           |         |         |         |

| Fecha 6   | Fecha 6 | Fecha 6   | Fecha 6   | Fecha 6 | Fecha 6 | Fecha 6 |
| G.        | Local   | Resultado | Visitante | Estadio | Fecha   | Hora    |
| --------- | ------- | --------- | --------- | ------- | ------- | ------- |
| A         |         |           |           |         |         |         |
| A         |         |           |           |         |         |         |
| A         |         |           |           |         |         |         |
| B         |         |           |           |         |         |         |
| B         |         |           |           |         |         |         |
| B         |         |           |           |         |         |         |
| C         |         |           |           |         |         |         |
| C         |         |           |           |         |         |         |
| C         |         |           |           |         |         |         |
| Descansa: |         |           |           |         |         |         |

| Fecha 7   | Fecha 7 | Fecha 7   | Fecha 7   | Fecha 7 | Fecha 7 | Fecha 7 |
| G.        | Local   | Resultado | Visitante | Estadio | Fecha   | Hora    |
| --------- | ------- | --------- | --------- | ------- | ------- | ------- |
| A         |         |           |           |         |         |         |
| A         |         |           |           |         |         |         |
| A         |         |           |           |         |         |         |
| B         |         |           |           |         |         |         |
| B         |         |           |           |         |         |         |
| B         |         |           |           |         |         |         |
| C         |         |           |           |         |         |         |
| C         |         |           |           |         |         |         |
| C         |         |           |           |         |         |         |
| Descansa: |         |           |           |         |         |         |

| Fecha 8   | Fecha 8 | Fecha 8   | Fecha 8   | Fecha 8 | Fecha 8 | Fecha 8 |
| G.        | Local   | Resultado | Visitante | Estadio | Fecha   | Hora    |
| --------- | ------- | --------- | --------- | ------- | ------- | ------- |
| A         |         |           |           |         |         |         |
| A         |         |           |           |         |         |         |
| A         |         |           |           |         |         |         |
| B         |         |           |           |         |         |         |
| B         |         |           |           |         |         |         |
| B         |         |           |           |         |         |         |
| C         |         |           |           |         |         |         |
| C         |         |           |           |         |         |         |
| C         |         |           |           |         |         |         |
| Descansa: |         |           |           |         |         |         |

| Fecha 9   | Fecha 9 | Fecha 9   | Fecha 9   | Fecha 9 | Fecha 9 | Fecha 9 |
| G.        | Local   | Resultado | Visitante | Estadio | Fecha   | Hora    |
| --------- | ------- | --------- | --------- | ------- | ------- | ------- |
| A         |         |           |           |         |         |         |
| A         |         |           |           |         |         |         |
| A         |         |           |           |         |         |         |
| B         |         |           |           |         |         |         |
| B         |         |           |           |         |         |         |
| B         |         |           |           |         |         |         |
| C         |         |           |           |         |         |         |
| C         |         |           |           |         |         |         |
| C         |         |           |           |         |         |         |
| Descansa: |         |           |           |         |         |         |

| Fecha 10  | Fecha 10 | Fecha 10  | Fecha 10  | Fecha 10 | Fecha 10 | Fecha 10 |
| G.        | Local    | Resultado | Visitante | Estadio  | Fecha    | Hora     |
| --------- | -------- | --------- | --------- | -------- | -------- | -------- |
| A         |          |           |           |          |          |          |
| A         |          |           |           |          |          |          |
| A         |          |           |           |          |          |          |
| B         |          |           |           |          |          |          |
| B         |          |           |           |          |          |          |
| B         |          |           |           |          |          |          |
| C         |          |           |           |          |          |          |
| C         |          |           |           |          |          |          |
| C         |          |           |           |          |          |          |
| Descansa: |          |           |           |          |          |          |

| Fechas 11 y 12 | Fechas 11 y 12 | Fechas 11 y 12 | Fechas 11 y 12 | Fechas 11 y 12 | Fechas 11 y 12 | Fechas 11 y 12 |
| Local          | Resultado      | Visitante      | Estadio        | Fecha          | Hora           |                |
| Fecha 11       | Fecha 11       | Fecha 11       | Fecha 11       | Fecha 11       | Fecha 11       | Fecha 11       |
| -------------- | -------------- | -------------- | -------------- | -------------- | -------------- | -------------- |
|                |                |                |                |                |                |                |
|                |                |                |                |                |                |                |
|                |                |                |                |                |                |                |
| Descansa:      |                |                |                |                |                |                |
| Fecha 12       |                |                |                |                |                |                |
|                |                |                |                |                |                |                |
|                |                |                |                |                |                |                |
|                |                |                |                |                |                |                |
| Descansa:      |                |                |                |                |                |                |

## Enlaces Externos
- Tabla de posiciones 2025
- Avances de los resultados

- Datos: Q131523688